# Антон-Мартин (станция метро)
Антон-Мартин (исп. Antón Martín) — станция Мадридского метрополитена.

## История
Станция была открыта 26 декабря 1921 года, она была реконструирована в 1960-х гг., чтобы расширить свои платформы, построив новый вестибюль. В конце 1980-х он был полностью выложен плиткой. В 2006 году была проведена новая реконструкция хранилищ и стен путем установки синих стекловолоконных пластин.
Линия была вновь открыта 13 ноября 2016 года, после того как была закрыта для работ по благоустройству объектов линии 1 между станциями «Плаза-де-Кастилья» и «Сьерра-де-Гуадалупе» с 3 июля 2016 года.